# Krzysztof Frankowski
Krzysztof Frankowski (ur. 24 sierpnia 1959) – polski piłkarz, grał na pozycji pomocnika.
Jest wychowankiem Chemika Kędzierzyn. W latach 1979–1982 grał w Stali Mielec. Po sezonie 1981/1982 wyjechał do Francji i tam już pozostał. Tam grał w FC Nantes i Le Havre AC.

## Reprezentacja Polski
W latach 1976–1977 był reprezentantem Polski w kategorii juniorów. W latach 1979–1982 grał w reprezentacji młodzieżowej. W I reprezentacji rozegrał 4 mecze w czasie tournée po Japonii.
| lp. | Data             | Miejsce   | Przeciwnik | Rezultat | Rozgrywki  | Grał   | Uwagi        |
| --- | ---------------- | --------- | ---------- | -------- | ---------- | ------ | ------------ |
| 1.  | 25 stycznia 1981 | Tokio     | Japonia    | 2-0      | towarzyski | od 46' |              |
| 2.  | 27 stycznia 1981 | Tokushima | Japonia    | 4-2      | towarzyski | od 62' |              |
| 3.  | 30 stycznia 1981 | Nagoya    | Japonia    | 4-1      | towarzyski | 90'    | Żółta kartka |
| 4.  | 1 lutego 1981    | Tokio     | Japonia    | 3-0      | towarzyski | do 61' |              |